# Bartolomeo Grassa
Bartolomeo Grassa (Rivara, 3 gennaio 1897 – Forno Canavese, 9 dicembre 1943) è stato un partigiano italiano, medaglia d'oro al valor militare alla memoria.

## Biografia
Frequentata la Scuola tecnica industriale di Torino, Grassa divenne un esperto ebanista tanto che (dopo aver partecipato alla prima guerra mondiale), su invito di un Istituto salesiano, si trasferì a Macao. Qui organizzò un laboratorio di ebanisteria, nel quale insegnò per alcuni anni.
Richiamato alle armi allo scoppio della seconda guerra mondiale, prestò servizio come capitano nel Reggimento cavalleggeri "Palermo". All'annuncio dell'armistizio, Grassa, che si trovava a casa in convalescenza, non esitò a unirsi al movimento della Resistenza. Raggiunto Monte Soglio, nel canavese, vi organizzò la formazione "Boldi", aggregata alla 4ª Divisione Garibaldi. Fu fucilato dopo uno scontro con i nazifascisti, come ricorda la motivazione della Medaglia d'oro al valor militare.